# 21 pluviôse
21 nivôse 21 ventôse
Le primidi 21 pluviôse, officiellement dénommé jour du thlaspi, est le 141e jour de l'année du calendrier républicain.
C'était généralement le 9e jour du mois de février dans le calendrier grégorien.